# Pseudonapomyza hispanica
Pseudonapomyza hispanica este o specie de muște din genul Pseudonapomyza, familia Agromyzidae, descrisă de Spencer în anul 1973. Conform Catalogue of Life specia Pseudonapomyza hispanica nu are subspecii cunoscute.